# فيل جاكسون
فيل جاكسون (بالإنجليزية: Phil Jackson)‏ هو لاعب دوري الرغبي بريطاني، ولد في 1932.